# Szent Márton-templom (Sechura)
A Szent Márton-templom a perui Sechura város 18. századi műemléke.

## Története
1728-ban a település régi temploma elpusztult egy árvízben, ezért új templomot kellett építeni. Egy 1729. december 13-i keltezésű dokumentum, amely arról szól, hogy Roque Rodríguez de Arenas atyának 4000 pesót és 8 realt küldtek, arra enged következtetni, hogy ezekben az időkben kezdődhettek el a munkák. Bár az építkezés 1760-ra befejeződött, a limai érseki levéltár adatai szerint a felszentelésre (amelyet Pedro José Barroeta végzett) csak 1778. május 30-án került sor.
1783. március 28-án Baltasar Jaime Martínez Compañón trujillói püspök sechurai látogatása során elrendelte, hogy a gyűjtött adományokat, amelyek eredetileg a püspökségnek voltak szánva, ezentúl a fő retabló elkészítésére költsék. 1819-ben, a függetlenségi háború során Thomas Cochrane engedélyezte katonáinak, hogy kifosszák a templomot: az elrabolt kincsekből csak nagyon kevés került vissza később, 1824-ben pedig Simón Bolívar gyűjtötte be a templomok, köztük a Szent Márton-templom ezüst tárgyait.
Az épület több földrengésben is megrongálódott, az 1814-es rengésben például a kupola repedt meg, 1912-ben pedig a harangtorony sérült meg olyan mértékben, hogy végül le kellett bontani és újjáépíteni, de a templom építőelemeinek mintegy 90%-a még ma is az eredeti. 1934-ben az épület bizonyos részeit az eredetinél könnyebb anyagok felhasználásával építették újra.
A templomot 1945-ben „történelmi gyarmati műemlékké” nyilvánították. 2014. március 14-én újabb földrengés károsította meg, majd közel két évnyi felújítás után, 2016 áprilisában nyílt meg újra.

## Leírás
A 32 méter hosszú, 12 méter széles, gazdagon díszített barokk templom az északnyugat-perui Sechura belvárosában található, a Plaza de Armas tér déli oldalán. Két homlokzati tornya van, amelyek 44 méter magasak. Belsejének legfőbb ékei a fából faragott szószék és a fatörzsekből kézzel készített főoltár. Még ma is látható néhány olyan erkély, amelyeket régen a magas rangú helyiek vettek igénybe, amikor elmentek egy-egy misére. Az egyik belső teremben a vallásos művészet néhány értékes alkotását lehet megtekinteni, köztük például két igen régi, fából készült Krisztus-szobrot.